# 남상규 (가수)
남상규(1938년 10월 15일 ~ 2022년 7월 29일)는 대한민국의 가수이다.충청북도 청주시에서 태어났다.

부산 육군병참부대에서 군 복무 중이던 1960년 일병 계급장을 달고

부산 KBS '금주의 신인 참피언' 방송에 출연해

총 10주 동안 이어진 최종 관문까지 통과하며 군인 신분으로는 이례적으로 부산 KBS 전속 가수가 됐다.

이후 영화 '스타 탄생' 주제가인 '애수의 트럼펫'을 발표하며 가요계에 데뷔를 한 후

'추풍령' '고향의 강' '철수야 가거라' '산포도 처녀' 등을 히트시키며 인기를 얻었다.

군대를 제대한 남상규는 1962년 미8군에서 공연을 하던 쇼업체인 유니버셜을 거쳐

아세아레코드로 소속을 옮겨 '가로등'을 발표하며 본격적으로 가수 활동을 시작했다.

데뷔 이후 영화 '행복한 고독'의 주제가인 '이별의 하네다공항'과 보릿고개 시절 이민자의 애환을 담은

'브라질이민선'을 발표했다.

1965년 영화 '추풍령'의 동명 주제곡인 '추풍령'이 대히트하면서 인기 가수 반열에 올랐다.

이 곡은 '추풍령' 감독인 전범성이 노랫말을 쓰고 작곡가 백영호가 멜로디를 붙였다.

1967년 활동 무대를 일본으로 옮겨 패티김과도 같이 활동하다가 귀국하였다.

전성기를 구가하던 1967년 가수 패티김과 함께 일본 음반사 빅터 레코드사로부터 스카우트 제의를 받아 활동 무대를 일본으로 옮겼다.

일본에서 발표한 '고독의 술' 등은 대만에서도 불법복제 판이 나올 정도로 인기를 구가했다.

1970년 '고향의 강'을 발표했다. 재일교포 원이부(일본명 하라 도시오) 작곡으로 일본에서 먼저 공개됐던 노래다.

당시 일본에서 활동하던 작곡가 손석우가 우리말 가사를 붙여 새로 탄생했다.

1972년 서울 조선호텔에서 결혼식을 위해 귀국한 남상규는 영화 '우정', '팔도강산' 등에 출연하기도 했다.

한국과 일본을 오가며 활동하면서 '빗속의 여인', '님은 먼 곳에' 등을 부르기도 했다.

또 '남영일'이라는 이름으로 작곡 활동도 했다.

조용필이 부른 '돌아와요 부산항에'를 1977년 일본 콜롬비아에서 취입했다. 남상규 버전은 작곡가 길옥윤이 프리템포로 편곡했다.

2003년에 국내로 돌아와 박정희 전 대통령이 먼저 떠난 육영수 여사를 그리워 하며 지은 미발표 시 '일수(一首)'에

작곡가 배준성이 멜로디를 붙인 '임과 함께 놀던 곳에'를 발표했다.

KBS 가요무대 등 방송에 출연하기도 했던 고인은 작년 폐암 4기 진단을 받아 투병 생활을 해오다가

경기도 고양시 에덴재단 행복한 요양병원에서 2022년 7월 29일 오전에 별세하였다.

유족으로는 일본에 살고 있는 아내와 두 딸을 두었다.